# Пут (роман)
Пут је постапокалиптични роман америчког писца Кормака Макартија, објављен 2006. године. Радња прати оца и његовог малог сина који током неколико месеци путују кроз разрушени пејзаж након неодређене катаклизме која је уништила индустријску цивилизацију и довела до готово потпуног нестанка живота на Земљи.
Роман је 2007. године добитник Пулицерове награде за фикцију, као и Меморијалне награде Џејмса Тејта Блека за фикцију 2006. године. По роману је 2009. године снимљена истоимена филмска адаптација у режији Џона Хилкоута, а 2024. године објављена је и стрип-адаптација коју је илустровао Ману Ларсене.

## Радња
Радња романа прати оца и његовог младог сина који пешице путују кроз постапокалиптичне, пепелом прекривене пределе Сједињених Америчких Држава, неколико година након неодређене катастрофе која је довела до друштвеног колапса и скоро потпуног нестанка живота на Земљи. Мајка дечака, која је била трудна у време катастрофе, извршила је самоубиство убрзо након његовог рођења.
Схвативши да не могу преживети зиму на северним ширинама, отац води сина ка југу, пратећи сеоске путеве у правцу обале, носећи оскудне залихе у ранцима и колицима из супермаркета. Отац болује од хроничног кашља, што указује на погоршање здравља. Током путовања, често уверава сина да су „добри момци“ и да „носе ватру“, симболички представљајући моралне вредности у свету без закона. Са собом носе револвер са два метка, који служи као последње средство одбране. Отац покушава да научи дечака како да употреби оружје на себи у крајњем случају, како би избегао заробљавање од стране канибала.
Током пута, отац и син покушавају да избегну групу наоружаних пљачкаша, али их један од њих примећује и хвата дечака. Отац га убија ватреним оружјем и заједно беже, остављајући већину својих ствари у покушају бекства. Након тога, приликом претраживања напуштене виле у потрази за храном, наилазе на закључани подрум у коме се налазе заточеници – жртве канибала који их постепено убијају и конзумирају. Ужаснути открићем, отац и син одмах беже у шуму.
У тренутку када су на ивици глади, отац и син проналазе подземни бункер испуњен храном, одећом и другим потребштинама. Након неколико дана опоравка у склоништу, настављају пут, поневши део залиха у колицима. Убрзо наилазе на старијег човека, коме дечак, упркос очевој резервисаности, жели да поделе храну. Касније избегавају групу у којој се налазе труднице, а ускоро откривају напуштено место за камповање где затичу новорођенче печено на ражњу. Како настављају путовање, поново остају без залиха и прете им глад и исцрпљеност, све док не пронађу кућу у којој налазе нешто хране, мада се очево здравствено стање у међувремену значајно погоршава.
Путујући према југу, отац и син стижу до обале, где проналазе чамац који је одлутао од мора. Отац плива до пловила и враћа се са неколико залиха, укључујући и сигнални пиштољ. Убрзо затим, док дечак спава на плажи, неко им краде колица и преостале ствари. Прате трагове и проналазе лопова, усамљеног човека, кога отац, под претњом оружја, присиљава да се скине и одузима му одећу и опрему. Дечак је дубоко узнемирен овим поступком, па отац касније оставља човекову одећу и обућу на путу, али се лопов више не појављује.
При проласку кроз један град у унутрашњости, оца погађа стрела коју је испалио човек са прозора. Отац узвраћа пуцањем из сигналне пушке, тешко ранивши нападача. Упркос повреди, настављају путовање дуж обале. Очево здравствено стање се све више погоршава, те након неколико дана схвата да је пред смрћу. У последњим тренуцима саветује сина да настави сам и да може разговарати с њим у мислима и након његове смрти. Након очеве смрти, дечак остаје поред његовог тела три дана. Потом му прилази наоружани човек који му открива да путује са супругом, сином и ћерком. Убеђује дечака да припада групи „добрих људи“ и узима га под своју заштиту.

## Развој
У интервјуу са Опром Винфри, Кормак Макарти је открио да је инспирацију за роман добио током посете Ел Пасу у Тексасу 2003. године, када је путовао са својим малолетним сином. Размишљајући како би град могао изгледати за педесет до сто година, замислио је „ватре на брду“ и почео да размишља о судбини свог сина у таквом свету. Том приликом је начинио неке почетне белешке, али се идеји није враћао све до неколико година касније, током боравка у Ирској. Тада му се концепт романа брзо развио, па му је било потребно свега шест недеља да га напише. Роман је посветио свом сину, Џону Франсису Макартију.
У интервјуу са Џоном Јиргенсеном за The Wall Street Journal, Кормак Макарти је открио да су он и његов брат често разговарали о различитим апокалиптичним сценаријима. Један од њих подразумевао је да су преживели приморани да прибегну канибализму како би опстали, јер „када све нестане, једино што преостаје за јело су једни други“.

## Рецепција
У часопису Literary Review, Себастијан Шекспир је оценио да Макарти „трансформише оно што је могла бити смешна прича у напету психолошку драму о човеку који живи на ивици разума“, и похвалио роман због „оштрине, емпатије и проницљивости“. The Village Voice је роман описао као „Макартијеву најчистију басну до сада“. У рецензији за New York Review of Books, Мајкл Чејбон је похвалио дело истакавши да, иако се ради о „авантуристичкој причи у свом модерном и епском облику“, роман није научна фантастика, већ се најбоље може разумети као „лирски еп ужаса“. Часопис Entertainment Weekly прогласио је Пут за најбољу књигу, како фикцију тако и публицистику, у претходних 25 година (2008), а касније га је уврстио и на листу „најбољих“ књига деценије, оцењујући га као „потресну и срцепарајућу постапокалиптичну одисеју са оскудном прозом“. Године 2019, The Guardian је рангирао роман на 17. место на листи 100 најбољих књига 21. века.
Дана 28. марта 2007. године, роман Пут изабран је за следећу књигу у Оприном клубу књига. Телевизијски интервју са Кормаком Макартијем емитован је 5. јуна 2007. године у емисији Шоу Опре Винфри, што је био Макартијев први телевизијски интервју, иако је претходно давао интервјуе за штампане медије. Његово појављивање на телевизији изненадило је многе пратиоце. Џон Вегнер, професор енглеског језика на Државном универзитету Анђело у Сан Анђелу, Тексас и уредник часописа The Cormac McCarthy Journal, коментарисао је са одушевљењем: „Сачекајте мало док не подигнем вилицу са пода“. Током интервјуа, Макарти је нагласио да је његов син, Џон Франсис Макарти, био његов коаутор у одређеној мери, јер су неки од дијалога у роману засновани на њиховим стварним разговорима. Такође, роман је посветио свом сину.
Дана 5. новембра 2019. године, BBC News је уврстио роман Пут на своју листу 100 најинспиративнијих романа. Иако се у тексту експлицитно не помињу климатске промене, листа часописа The Guardian га је уврстила у пет најбољих романа о климатским променама. Џорџ Монбио је назвао овај роман „најважнијом књигом о животној средини икада написаном“ због приказа света без биосфере.

### Награде и номинације
Године 2006, Макарти је добио Меморијалну награду Џејмса Тејта Блека за фикцију и Награду Believer Book Award, а био је и финалиста Националног круга књижевних критичара за фикцију. Роман је 16. априла 2007. године награђен Пулицеровом наградом за фикцију. Године 2012. ушао је у ужи избор за награду „Најбоље од Џејмса Тејта Блека“. Године 2024, Пут је заузео 13. место на листи 100 најбољих књига 21. века по оцени The New York Times-а.

Филмска адаптација романа, у режији Џона Хилкоута по сценарију Џоа Пенхола, премијерно је приказана 25. новембра 2009. године. У главним улогама су Виго Мортенсен као отац и Коди Смит-Мекфи као дечак. Снимање је обављено у Луизијани, Орегону и на више локација у Пенсилванији. Филм је, слично роману, добио углавном позитивне критике критичара.
У марту 2024. године, издавачка кућа Dargaud објавила је графички роман Пут: Адаптација графичког романа, илустрованог од стране Ману Ларсенa, који је добио позитивне критике. Енглеско издање објавио је Abrams ComicArts у септембру 2024. године.